# Wspólnota administracyjna Gramme-Aue
Wspólnota administracyjna Gramme-Aue (niem. Verwaltungsgemeinschaft Gramme-Aue) – dawna wspólnota administracyjna w Niemczech, w kraju związkowym Turyngia, w powiecie Sömmerda. Siedziba wspólnoty znajdowała się w miejscowości Großrudestedt. 31 grudnia 2019 wspólnota została połączona ze wspólnotą administracyjną An der Marke tworząc nową wspólnotę administracyjną Gramme-Vippach.
Wspólnota administracyjna zrzeszała siedem gmin wiejskich (Gemeinde): 
1. Alperstedt
2. Großmölsen
3. Großrudestedt
4. Kleinmölsen
5. Nöda
6. Ollendorf
7. Udestedt